# Chiesa di San Giovanni Battista (Capovalle)
La chiesa di San Giovanni Battista è la parrocchiale di Capovalle, in provincia e diocesi di Brescia; fa parte della zona pastorale dell'Alta Val Sabbia.

## Storia
Si narra che la primitiva cappella capovallese sia sorte sulle fondamenta di un tempio pagano intitolato al dio Saturno.
Inoltre, è tradizione ritenere che questa chiesetta, poi ricostruita nel XV secolo, abbia ricevuto delle indulgenze da papa Alessandro III quando il pontefice passò per il paese.
La comunità di Capovalle era all'origine filiale della pieve di Santa Maria di Idro, dalla quale si affrancò nel Seicento venendo eretta a parrocchiale.
Nel 1724 fu posta la prima pietra della nuova chiesa, voluta da don Gerolamo Bernardi; l'edificio, realizzato fai milanesi Domenico Pedazzi e Cristoforo Borri, fu portato a termine nel 1731 e consacrato nel 1748.
La struttura venne ampliata verso il termine del XIX secolo per volere del parroco don Giuseppe Rizzetti, per poi essere restaurata anche nel Novecento.

## Descrizione

### Esterno
La facciata della chiesa, anticipata da un portico che la collega all'edificio situato di fronte, è molto semplice, essendo caratterizzata dal portale d'ingresso e da una finestra di forma mistilinea.
Annesso alla chiesa è il campanile, che, scandito da delle cornici marcapiano, presenta all'altezza della cella una monofora per ciascuno dei quattro lati. Su di esso è collocato un concerto di 5 campane in Mi3, di diverse epoche (1899-1923-1961) suonate a "sistema ambrosiano".

### Interno
L'interno dell'edificio si compone di un'unica navata, coperta da volte a botte, la cui parete destra presenta la cantoria su cui è collocato l'organo e le finestre attraverso cui filtra la luce che illumina lo spazio; al termine dell'aula si sviluppa il presbiterio, sopraelevato di alcuni gradini e chiuso dall'abside, in cui trova posto la soasa dell'altare maggiore.
Opere di pregio qui conservate sono le tre pale raffiguranti il Battesimo di Gesù Cristo, la Beata Vergine Assunta e la Natività di San Giovanni Battista, entrambe eseguite da Andrea Celesti, la tela dei Santi Antonio Abate, Rocco e Sebastiano, di scuola veronese, i medaglioni ritraenti Gesù nell'orto, il Battesimo di Gesù, San Giovanni al Giordano e il Risorto, la Via Crucis, realizzata nel 1952 dal Lusetti, l'organo, costruito nel 1846 da Francesco Marchesini, e i medaglioni del presbiterio, nei quali sono rappresentati San Giovanni Battista e discepoli, il Buon Pastore e il Battista ed Erode, dipinti da Vittorio Trainini nel 1958.